# Lugo
Lugo je glavni grad u istoimenoj španjolskoj provinciji u sjeverozapadnoj autonomnoj zajednici Galiciji. Po broju stanovnika (96.678, 2009. god.) četvrti je grad po veličini u Galiciji. Od 2000. godine Starorimske zidine Luga se nalaze na UNESCOvom popisu svjetske baštine.

## Povijest
Grad su najvjerojatnije osnovali Kelti i posvetili kultu boga Luga, nosiocu svetog grala i božjeg svjetla. Grad je ležao na velikom nalazištu zlata. God. 13., osvojio ga je rimski zapovjednik Paulus Fabius Maximus i prema caru Augustu prozvao ga Lucus Augusti. Bio je glavnim gradom plemena Capori u rimskoj provinciji Hispaniji Tarraconensis. Iako malen, postao je prijestolnicom i upravnim središtem (conventus) rimske pokrajine Galicije. Plinije Stariji navodi kako je na području Conventusa Lucensisa živjelo 166.000 "slobodnih barbara", većinom pripadnika plemena Celtici i Lebuni, te još 16 manjih plemena. Grad se nalazio na uzvišenju iznad rukavca rijeke Minius (današnja Minho), na putu od Bracare do Asturice i imao je slavne terme pored mosta.
Koncem 5. st. u Lucusu se nalazilo sjedište biskupije, i grad je ostao upravnim središtem za vrijeme Sveva i Vizigota prije no što je počeo propadati. U 8. st. biskup Odoario je pronašao samo napušteno mjesto koje je pokušao oživjeti. Obnova njegovih napuštenih kuća (casas destructas) u 10. st. samo je pokazatelj oronulosti grada koji je samo grad "na papiru". 
God. 1129. započelo se s izgradnjom romaničke katedrale Gospe velikih očiju ( Virgen de los Ojos Grandes), arhitekt Raymond de Monforte. Tijekom kasnog srednjeg vijeka grad se oporavio i, poput Santiaga de Compostele, postao hodočasničkim mjestom te je izgrađena franjevačka Crkva sv. Dominika.
Tijekom industrijske obnove, grad je oživio, ali su obližnji gradovi Mondoñedo i Ribadeo postali trgovačka središta. Tek je podjelom Španjolske na provincije 1833. god. Lugo ponovno postao upravnim središtem čime je započeo rasti broj stanovnika i širenje grada izvan rimskih zidina.
God. 1908. osnovane su gradske novine El Progreso, koje izlaze i danas. God. 1972. Gradsko vijeće je, uz podršku Generalnog direktorata za umjetnost, otpočelo rušenje 130 građevina i 1429 šupa izgrađenih uz rimske zidine, kako bi se ponovno izvana vidjele u izvornom obliku.

## Znamenitosti
Lugo je jedini grad u Europi koji je u potpunosti okružen netaknutim rimskim zidinama. One dosežu visinu od 10 do 15 metara duž 2117 m spoja s prstenom sa 71 tornjem. Šetnja vrhom zidina je kontinuirani krug, s deseterim vratima. Ove zidine iz 3. stoljeća su pod zaštitom UNESCO-a kao svjetska baština. Most preko Minho je u biti iz rimskih vremena, iako su na njemu učinjene mnoge popravke tijekom stoljeća.
Osim zidova, znamenitosti uključuju:
- Gospina katedrala, započeta 1129. god. u, tada novom, gotičkom stilu. Ova katedrala uživa privilegiju stalno izloženih Posvećenih sakramenata (hostija), što je prikazano i na grbu grada.
- Crkva sv. Froilána, građena je u 13. st. iako joj pročelje i tornjevi potječu tek iz 1769. godine. Njene elegantne klupe izrezbario je Francisco Mouro 1624. godine.
- Samostan i crkva Svetog Franje, izgrađeni u gotičkom stilu, s ostacima klaustra. Trenutačno se u njoj nalazi Provincijski muzej (Museo Provincial) koji prikazuje Galicijsku umjetnost i umjetnost drugih stilova iz 18. stoljeća.
- Crkva svetog Dominika
- Gradska vijećnica je velika barokna građevina s fasadom iz 18. stoljeća, a na nju je pripojen toranj sa satom iz 16. stoljeća
- Palača umjetnosti (Circulo das Artes)

## Gradovi prijatelji
- Dinan, Francuska
- Viana do Castelo, Portugal
- Qinhuangdao, Kina